# Симптом капюшона
Симпто́м капюшо́на (от фр. capuchon [kapyʃɔ̃] «капюшон», от лат. cappa — разновидность шапки) — психопатологический симптом, проявление кататонического ступора. Больные, находясь неподвижно сидя или лёжа, натягивают бельё на голову, оставляя открытым лицо. При этом у пациента плечи обычно подняты, голова наклонена вперёд и на неё натянут халат, одеяло, рубашка и тому подобное. В таком виде они выглядят, будто носят капюшон.
Вероятно в этом симптоме проявляется пассивный негативизм или склонность пациентов к замкнутости, закрытости, отчуждённости. Симптом капюшона встречается при кататонической шизофрении и других психических расстройствах с кататоническим синдромом. Аналогичный психопатологический симптом встречается также у некоторых детей с ранним детским аутизмом.